# Кинкель, Иоанна
Иоанна Кинкель (нем. Johanna Kinkel, урождённая Моккель; 8 июля 1810, Бонн — 15 ноября 1858, Лондон) — немецкая писательница, композитор, хоровой дирижёр и музыкальный педагог, революционерка.

## Биография
Дочь учителя гимназии, с детских лет училась музыке. Доротея Шлегель познакомила её с Феликсом Мендельсоном, поддержавшим её страсть к сочинению. Иоанна переехала в Берлин, продолжала учиться музыке и давала частные уроки, чтобы оплатить учёбу. Выступала в салонах, её композициями восхищался Шуман, она подружилась с Фанни Мендельсон, Кларой Шуман, Адельбертом фон Шамиссо, Гегелем и его семейством.
Вернувшись в 1839 в Бонн, сочиняла музыку, концертировала, руководила хором, её Певческий союз стал одним из первых в Германии хоров, руководимых женщиной.
После развода с первым мужем, торговцем музыкальными инструментами Иоганном Паулем Матьё, перешла в протестантство и в 1842 вышла замуж за революционного поэта Готфрида Кинкеля.
В период революционных событий 1848 года в Австрии, Германии, Италии муж Иоанны был арестован за антиправительственную деятельность и приговорён к смерти. С помощью Беттины фон Арним и других знакомых Иоанна добилась замены приговора на пожизненное заключение. После побега мужа из шпандауской крепости и переезда его в Лондон Кинкель с четырьмя детьми в 1851 последовала за ним. Муж продолжал политическую активность, их дом стал центром для немецких революционеров, вынужденно бежавших в Англию, здесь бывал Герцен, назвавший Кинкеля «одним из замечательнейших немецких эмигрантов в Лондоне» («Былое и думы», ч. VI, гл.7). Иоанна давала фортепианные уроки, руководила хором, опубликовала две книги о музыкальном воспитании, писала музыку, стихи и прозу, статьи о композиторах-современниках (Шопен, Мендельсон). От непомерной активности, тревог о муже и семейных забот у Иоанны участились приступы депрессии. Однажды она была найдена мёртвой во дворе возле собственного дома: было ли это случайным падением из окна четвёртого этажа или добровольным уходом из жизни, так и осталось неизвестным (Герцен считал случившееся самоубийством на почве ревности и развившейся сердечной болезни — в 1856 Иоанна перенесла инфаркт). На её надгробном камне выбили слова: «Свобода, любовь и поэзия».

## Творческая характеристика
По своему характеру Кинкель представляла своеобразную смесь мечтательной впечатлительности и трезвого понимания действительности, что выразилось в её «Рассказах» («Erzählungen», Штутгарт, 1849, 1883). Среди других её литературных произведений — автобиографический роман «Hans Ibeles in London» (Штутгарт, 1860). Как композитору ей принадлежат «Vogelkantate» (op. 1, 1830), песни на стихи Гёте, Шамиссо, Рюккерта, А. фон Платена, Гейне, собственные стихи, стихи мужа и других современных поэтов, музыкально-педагогическое сочинение «Acht Briefe über Klavierunterricht» (Штутгарт, 1852).